# ميليسا إلياس
ميليسا إلياس هي ممثلة كندية، ولدت في 12 مارس 1985 في مانيتوبا في كندا.

## وصلات خارجية
- ميليسا إلياس على موقع IMDb (الإنجليزية)
- ميليسا إلياس على موقع قاعدة بيانات الفيلم (الإنجليزية)